# Antonio García de León
Antonio García de León (Jáltipan, Veracruz, 27 de agosto de 1944) es un historiador y músico mexicano. Graduado como lingüista en la Escuela Nacional de Antropología e Historia. Doctor en Historia por la  Universidad de París , París, Francia. 
Actualmente es profesor de posgrado en la Facultad de Economía y en la Facultad de Filosofía de la Universidad Nacional Autónoma de México. También es investigador emérito del Instituto Nacional de Antropología e Historia. Ha sido galardonado con diferentes premios como el Premio Nacional de Ciencias y Artes (2015), Premio Clarence H. Haring (2016).
Miembro de número de la Academia Mexicana de la Historia.

## Trayectoria

### Trayectoria musical
García de León, es reconocido como uno de los iniciadores del llamado Movimiento jaranero en Veracruz a raíz de la grabación en 1969 del son jarocho "El Fandanguito", de Arcadio Hidalgo.
Ha colaborado en la edición de discos de grupos jarochos como Los Utrera, Los Vega, Mono Blanco, Son de Madera, Tembembe, Chuchumbé y Los Cojolites. 
Es cofundador del grupo Zacamandú con quien grabó el disco  "Zacamandú- antiguos sones jarochos".

## Publicaciones
Ha publicado alrededor de 192 artículos y ensayos de investigación sobre Lingüística Mesoamericana, Antropología, Historia, Historia Cultural, Economía regional, Historia Económica, Movimientos sociales y Musicología popular y antigua. Así como 17 libros publicados. 
- Resistencia y utopía: Memorial de agravios y crónica de revueltas y profecías acaecidas en la provincia de Chiapas durante los últimos 500 años de su historia. Ediciones ERA. Varias ediciones desde 1985.
- Ejército de ciegos: Testimonios de la guerra chiapaneca entre carrancistas y rebeldes, 1914-1920. Ediciones Toledo. México, 1990.
- Fronteras interiores. Chiapas: una modernidad particular;
- El mar de los deseos: El Caribe hispano musical, historia y contrapunto. (Siglo XXI, 2002)
- Fandango: El ritual del mundo jarocho a través de los siglos.
- Tierra adentro, mar en fuera: El puerto de Veracruz y su litoral a Sotavento, 1519-1821. Fondo de Cultura Económica, 2011, 2014.
- El mar de los deseos. El Caribe Afroandaluz, historia y contrapunto (Fondo de Cultura Económica, 2016)
- Misericordia. El destino trágico de una collera de apaches en la Nueva España. (Fondo de Cultura Económica, México, 2017).

### Publicaciones traducidas del español al francés
- Chiapas (Laurent Auclair, trad.). Tlalticpac (en francés). Paris: Syllepse. 1995. p. 22. ISBN 978-2-907993-30-2.

## Premios
- Premio Aporte a la investigación del verso popular. Otorgado por el Gobierno del Estado de San Luis Potosí. (1999)
- Premio Internacional del Pensamiento Caribeño 2001. Otorgado por el Gobierno del Estado de Quintana Roo. México
- Medalla Gonzalo Aguirre Beltrán (2004)
- Premio Nacional de Ciencias y Artes en el campo de Historia, Ciencias Sociales y Filosofía (2015)
- Premio Clarence H. Haring, por su libro Tierra adentro, mar en fuera. El puerto de Veracruz y su litoral a Sotavento, 1518-1821, publicado por el Fondo de Cultura Económica. Este premio se le otorgó como reconocimiento a este libro por ser el libro más importante de Historia de América Latina en los últimos cinco años. (2016)